# Spongites tunicata
Spongites tunicata D.L. Penrose in Womersley, 1996  é o nome botânico  de uma espécie de algas vermelhas pluricelulares do gênero Spongites, família Corallinaceae, subfamília Mastophoroideae.
- São algas marinhas encontradas na Austrália.

## Sinonímia
- Spongites tunicatus  Penrose, 1996  (var. ort.)